# Abbaye de Corcomroe
L'abbaye de Corcomroe (« Mainistir Chorco Modhruadhr » en gaélique irlandais) est une abbaye cistercienne du début du XIIIe siècle situé au nord de la région du Burren dans le comté de Clare, en Irlande, à quelques kilomètres à l'est du village de Ballyvaughan. L'abbaye a été aussi connue sous le nom de « Sainte-Marie-de-la-Roche-Fertile », en référence au sol fertile du Burren.
L'abbaye est remarquable par ses sculptures détaillées et sa riche décoration, qu'on retrouve rarement dans les édifices de cette époque. Elle consiste en une église cruciforme typique tournée vers l'est, avec une petite chapelle dans chaque transept.

## Histoire
À la suite de sa fondation en 1182, la construction de l'abbaye a débuté entre 1205 et 1210, avec le calcaire local. La légende affirme que le roi du Thomond Conor Siudane Ua Briain, dont le gisant est visible dans le mur Nord du chœur, avait commandé la construction des bâtiments. La légende ajoute que ce roi, mort en 1267 dans une bataille contre le chef de clan local du Burren Carrach O'Loughlin, aurait exécuté les cinq maçons qui avaient réalisé l'abbaye pour les empêcher de construire un chef-d'œuvre rival ailleurs. Il est cependant plus probable que la construction ait été commandée par son grand-père, Donal Mór Ua Briain (Donald O'Brien), commanditaire d'un certain nombre d'autres constructions religieuses dans la région du Thomond, les moines de l'abbaye d'Inislounaght étant les maîtres d'œuvre.
La Réforme anglaise provoqua la dissolution des monastères catholiques en Angleterre et en Irlande. En 1554, l'abbaye fut donnée aux comtes du Thomond. En 1611, l'abbaye recevait de Richard Harding environ 30 hectares de terre dans l'île voisine d'Aughinish. Les moines continuèrent d'exploiter les champs et d'entretenir l'abbaye selon que les circonstances le permettaient, mais le climat politique amena un déclin continu. Le dernier abbé, le révérend John O'Dea, fut nommé en 1628.

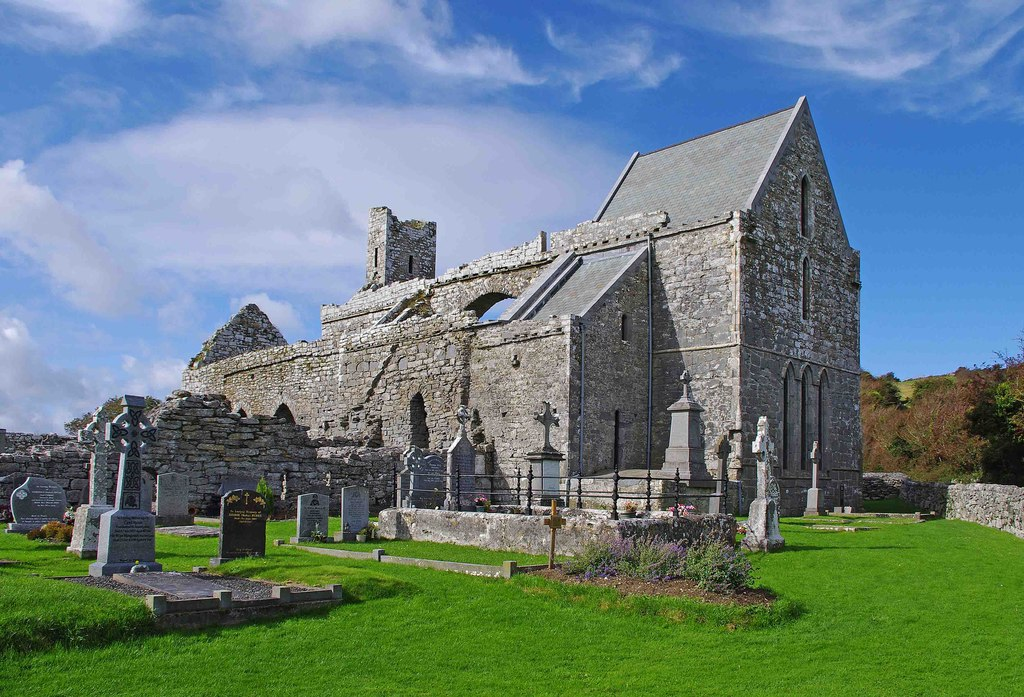
Abbaye vue du sud-est.
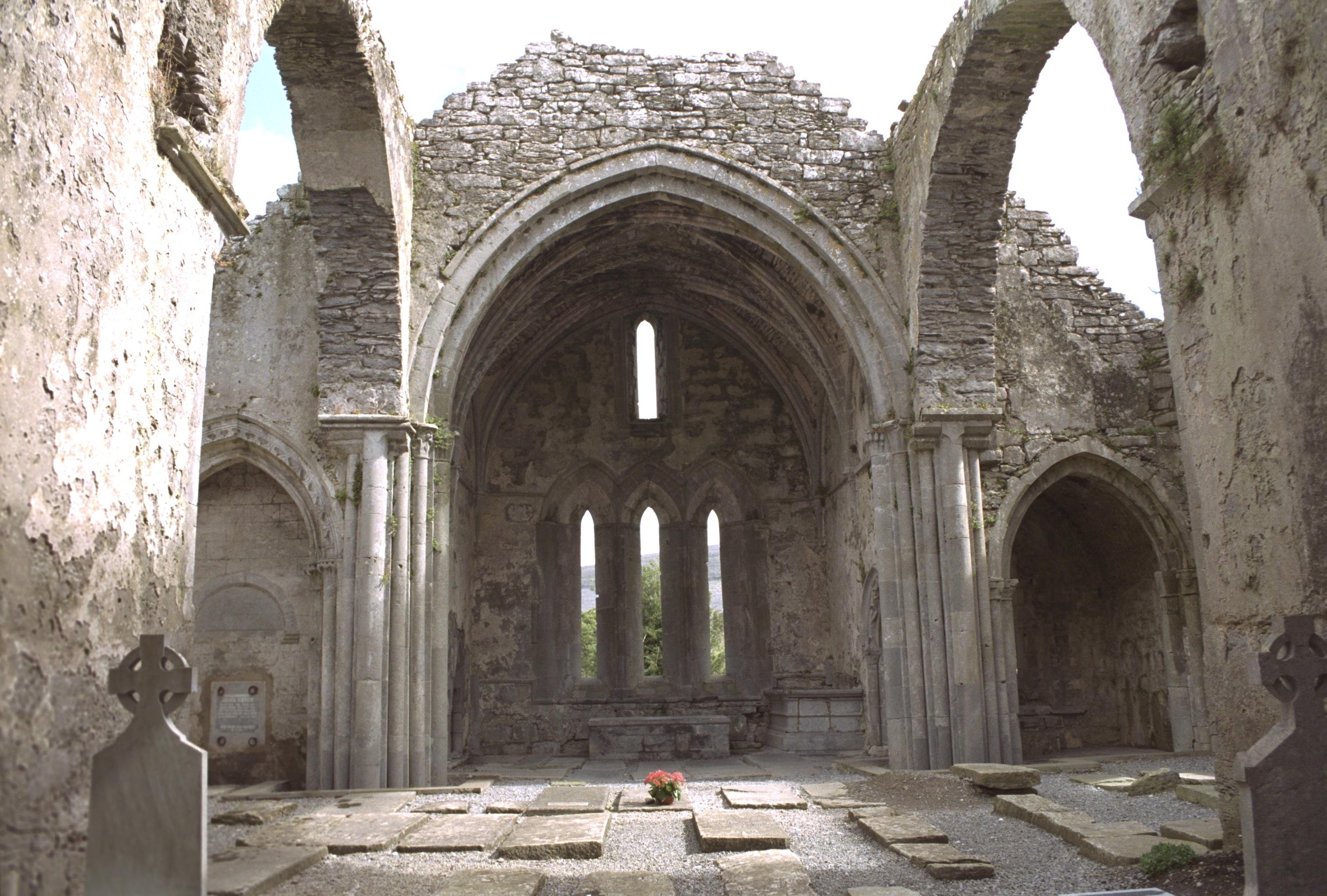
Intérieur de l'abbaye de Corcomroe, vers l'est, de la nef vers le chœur.
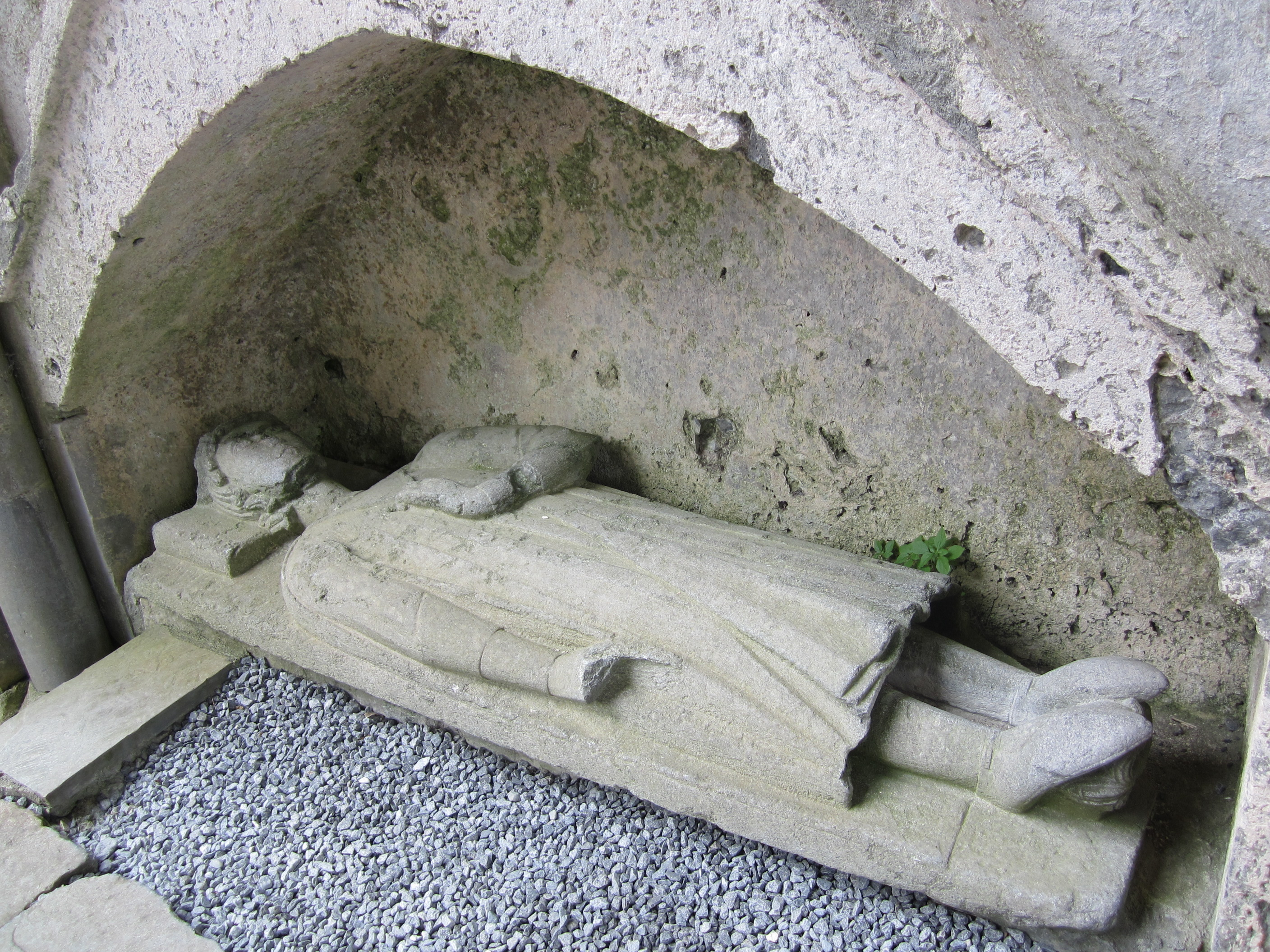
Gisant de Conor na Siudane Ua Briain.